# 李京
李 京（イ・ギョン、朝鮮語: 이경、1911年11月14日 - 1984年5月26日）は、大韓民国の警察公務員、実業家、教育者、政治家。第5代韓国国会議員。

## 経歴
日本統治時代の全羅南道羅州郡出身。多侍公立普通学校（現・多侍初等学校）卒。全羅北道警察局保安課長、忠清南道警察局保安課長、羅州多文中学校校長、大韓柔道会全羅南道支部長、塩山塩業社長、民主党羅州乙区党委員長、国会商工分科委員、民衆党中央委員などを務めた。
1984年5月26日、持病によりソウル赤十字病院で死去。享年72。

## エピソード
民主党が新旧派に分党した時は旧派からなる新民党に参加した。
柔道6段の保有者であった。